# The Hardy Boys/Nancy Drew Mysteries
The Hardy Boys/Nancy Drew Mysteries (uniquement The Hardy Boys Mysteries lors de la troisième saison) est une série télévisée américaine en 46 épisodes de 44 à 48 minutes, développée par Glen A. Larson et diffusée entre le 30 janvier 1977 et le 14 janvier 1979 sur le réseau ABC.
C'est une adaptation des séries littéraires Les Frères Hardy du collectif Franklin W. Dixon et Alice Roy du collectif Caroline Quine. Il s'agit de la première adaptation à la télévision pour Alice Roy, déjà adaptée au cinéma entre 1938 et 1939.
La série est inédite dans tous les pays francophones.

## Synopsis
Les aventures de deux frères ainsi qu'une jeune journaliste détectives amateurs à travers le monde et qui enquêtent sur différents mystères.

## Distribution

### Acteurs principaux
- Shaun Cassidy : Joe Hardy
- Parker Stevenson : Frank Hardy
- Pamela Sue Martin (saison 1 et saison 2, partie 1) / Janet Louise Johnson (en) (saison 2, partie 2) : Nancy Drew (saisons 1 et 2)
- Ed Gilbert : Fenton Hardy
- William Schallert : Carson Drew (saisons 1 et 2)
- Jean Rasey (en) (saison 1) / Susan Buckner (en) (saison 2) : George Fayne (saison 1 - récurrente saison 2)
- George O'Hanlon Jr. : Ned Nickerson (saison 1)
- Edith Atwater : Gertrude Hardy (saison 1)
- Lisa Eilbacher : Callie Shaw (saison 1)
- Jack Kelly : Harry Hammond (saison 3)

### Acteurs récurrents
- Robert Karnes : shériff King (saison 1)
- Herb Voland (en) : Ezra Collig (saison 1)
- Gary Springer : Chet Morton (saison 1)
- Ruth Cox : Bess Marvin (saison 2)

## Épisodes

### Première saison (1977)
1. The Mystery of the Haunted House
2. The Mystery of the Pirate's Cove
3. The Mystery of Witches' Hollow
4. The Mystery of the Diamond Triangle
5. The Disappearing Floor
6. The Secret of the Whispering Walls
7. The Flickering Torch Mystery
8. A Haunting We Will Go
9. The Mystery of the Flying Courier
10. Mystery of the Fallen Angels
11. Wipe-Out
12. The Mystery of the Ghostwriters' Cruise
13. The Secret of the Jade Kwan Yin
14. Mystery of the Solid Gold Kicker

### Deuxième saison (1977-1978)
1. Hardy Boys and Nancy Drew Meet Dracula, part 1
2. Hardy Boys and Nancy Drew Meet Dracula, part 2
3. The Mystery of King Tut's Tomb
4. Mystery of the Hollywood Phantom, part 1
5. Mystery of the Hollywood Phantom, part 2
6. The Mystery of the African Safari
7. The Creatures Who Came on Sunday
8. The Strange Fate of Flight 608
9. Acapulco Spies
10. Nancy Drew's Love Match
11. The Mystery of the Silent Scream
12. Will the Real Santa Claus ...?
13. The Lady on Thursday at Ten
14. Oh Say You Can Sing
15. The House on Possessed Hill
16. Sole Survivor
17. Voodoo Doll, part 1
18. Voodoo Doll, part 2
19. Mystery on the Avalanche Express
20. Death Surf
21. Arson and Old Lace
22. Campus Terror

### Troisième saison (1978-1979)
1. The Last Kiss of Summer, part 1
2. The Last Kiss of Summer, part 2
3. Assault on the Tower
4. Search for Atlantis
5. Dangerous Waters
6. Scorpion's Sting
7. Defection to Paradise, part 1
8. Defection to Paradise, part 2
9. Game Plan
10. Life on the Line

## Commentaires
- Jamie Lee Curtis a été auditionnée pour jouer le rôle de Nancy Drew mais elle n'a pas été retenue. Elle fera néanmoins une apparition dans la série.
- La série a connu un tel succès qu'un merchandising a été constitué autour de la série avec des figures des personnages ainsi que des livres puzzles.
- À l'occasion de la série, les romans des Hardy Boys ainsi que Nancy Drew ont été réédités pour une toute nouvelle génération de lecteurs.
- Pamela Sue Martin a quitté la série avant la fin de la seconde saison car elle trouvait les intrigues trop alambiquées et enfantines. Elle n'avait pourtant pas plus de 21 ans à l'époque du tournage.
- La série diffusée le dimanche soir à 20 h avait pour principale cible publicitaire les familles nombreuses. Les épisodes avec les frères Hardy alternaient avec ceux de Nancy Drew. Mais la chaîne dû changer ses projets lorsque l'actrice principale quitta la série après la seconde saison, le titre fut modifié.
- La série a alterné les genres. Alors que la première et la seconde saison sont plus orientées vers le fantastique, la troisième et dernière saison oscille vers l'aventure et l'espionnage.
- Shaun Cassidy était à l'époque une vedette de la chanson, les producteurs en ont profité pour inclure dans de nombreux épisodes des passages chantés. De nombreuses vedettes de la musique feront aussi une apparition dans la série comme Ricky Nelson, Rick Springfield, Paul Wiliams, Fabian, Vic Damone, Trini Lopez, Bernie Taupin ou Troy Donahue.